# Rolls-Royce Trent 800
Le Rolls-Royce Trent 800 est un turboréacteur à double flux à haut ratio développé à partir du moteur Rolls-Royce RB211 et fait partie de la catégorie des moteurs Trent. Il a été conçu en vue d'être utilisé sur les Boeing 777.

## Conception et développement
À la fin des années 1980, Boeing investiguait sur un développement élargi de son modèle 767 surnommé le 767X pour lequel Rolls-Royce a proposé le Trent 760. En 1990, Boeing a abandonné son 767X et à la place a décidé de lancer une nouvelle grande famille d'avions désignée 777 avec une exigence de 80 000 lbf (360 kN) ou plus de poussée. Les 2,47 m (97 po) de diamètre du Trent 700 ne seraient pas assez grands pour répondre à cette exigence, alors Rolls a proposé une nouvelle version avec un diamètre de 2,80 m (110 po), désignée Trent 800. 
Les tests du Trent 800 ont commencé en septembre 1993, et la certification a été terminée en janvier 1995.  Le premier Boeing 777 avec  moteurs Trent 800 a volé en mai 1995, et est entré en service sur Thai Airways International le 31 mars 1996. 
Rolls-Royce a commencé par avoir des difficultés à vendre le moteur : British Airways, traditionnellement un client Rolls-Royce, a fait une importante commande de GE90, le moteur concurrent, de  General Electric. La percée a débuté quand la société a reçu des commandes de Singapore Airlines, auparavant fervent client de Pratt & Whitney, pour ses 34 Boeing 777 ; cela fut bientôt suivi par des commandes importantes en Amérique du Nord d'American Airlines et Delta Air Lines pour leurs flotte de 777. British Airways a annoncé en septembre 1998, qu'il revenait à Rolls-Royce pour son deuxième lot de 777, et l'a fait à nouveau en avril 2007. Le Trent 800 a 41% de part de marché des moteurs sur les  versions du 777 pour lesquelles il est disponible. Le Rolls-Royce 800 Trent est maintenant couramment utilisé sur la série Boeing 777. Les grandes compagnies aériennes comme Air New Zealand, British Airways, American Airlines, Kenya Airways, Emirates, et de nombreuses autres compagnies aériennes opèrent maintenant des Boeing 777 avec moteur Trent 800  sur horaires réguliers.

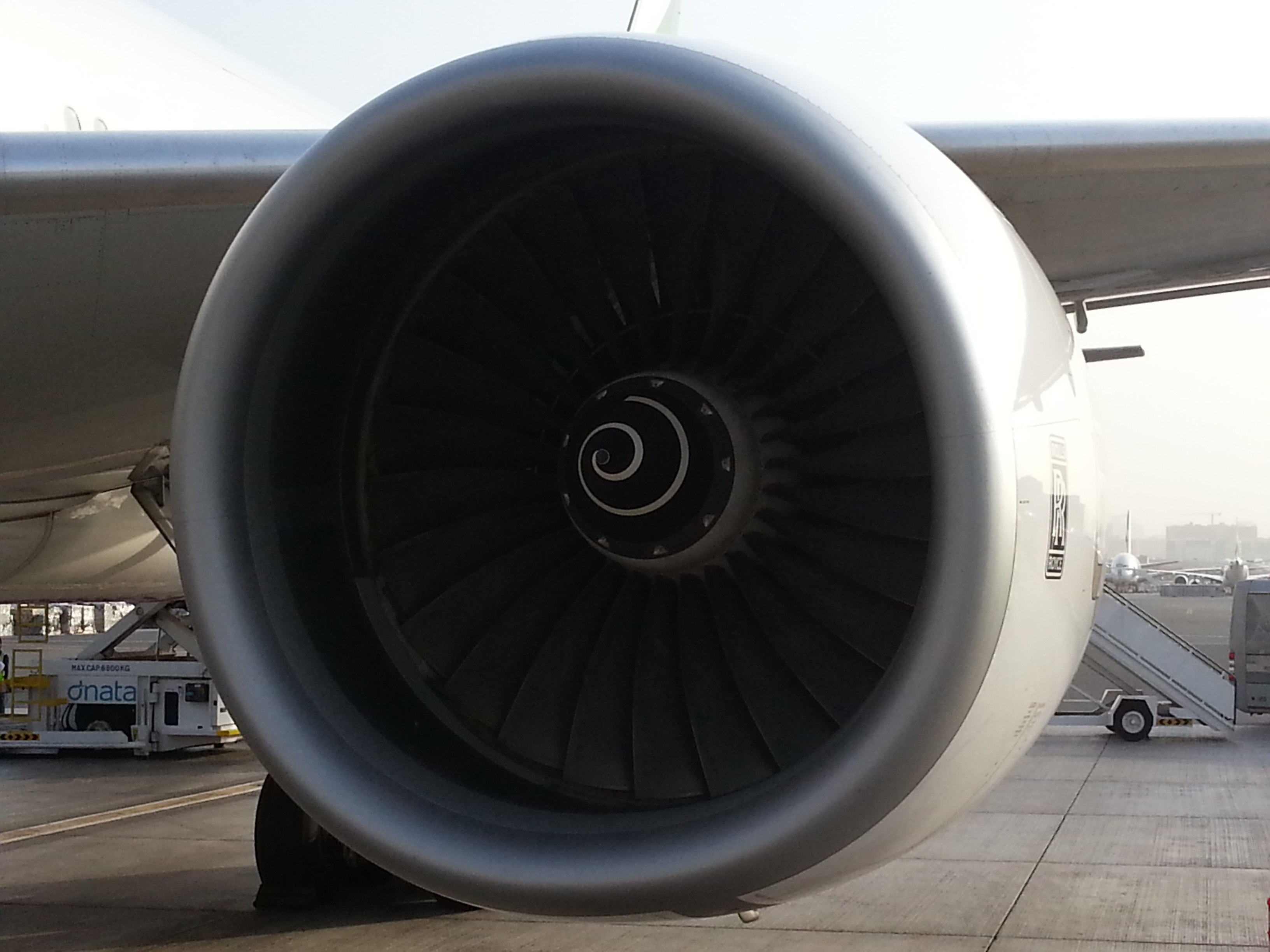
Rolls Royce Trent 800 monté sur un Boeing 777-300 d'Emirates

Dès 2014 Rolls-Royce propose une version améliorée du moteur - Trent 800EP. Il intègre la technologie des moteurs Trent 1000 et TrentXWB dont les bords d'attaque elliptiques des aubes des compresseurs intermédiaire et haute pression. Rolls-Royce affirme qu'il offre une économie de carburant de 0,7%.

## Accidents et incidents
Le 17 janvier 2008, un  Boeing 777-236ER de British Airways, assurant le vol BA038 de Pékin à Londres, a atterri en catastrophe à Heathrow après que les deux moteurs Trent 800 ont perdu leur puissance lors de l'approche finale de l'avion. L'enquête subséquente a révélé que la cause était de la glace libérée du système de carburant qui s'est accumulée sur l'échangeur de chaleur carburant-huile conduisant à une restriction du débit de carburant pour les moteurs. Rolls-Royce a développé une modification pour éviter la répétition de ce problème.